# امی مک کان (بازیکن فوتبال)
امی مک کان (انگلیسی: Amy McCann؛ زادهٔ ۲۶ اکتبر ۱۹۸۳) بازیکن فوتبال اهل بریتانیا است.
از باشگاه‌هایی که در آن بازی کرده‌است می‌توان به باشگاه فوتبال زنان اورتون اشاره کرد.
وی همچنین در تیم ملی فوتبال Northern Ireland بازی کرده‌است.